# 2010
2010（二千十、にせんじゅう）は、自然数また整数において、2009の次で2011の前の数である。

## 性質
- 2010は合成数であり、約数は 1, 2, 3, 5, 6, 10, 15, 30, 67, 134, 201, 335, 402, 670, 1005, 2010 である。
  - 約数の和は4896。
    - 496番目の過剰数である。1つ前は2004、次は2016。
- 2010 = 182 + 192 + 202 + 212 + 222
  - 5連続整数の平方和で表せる数である。1つ前は1630、次は2430。
- 404番目のハーシャッド数である。1つ前は2007、次は2016。
  - 3を基とする18番目のハーシャッド数である。1つ前は2001、次は2100。
  - 各位の和が三角数になる404番目の数である。1つ前は2008、次は2013。(オンライン整数列大辞典の数列 A187744)
- 各位の立方和が平方数になる100番目の数である。1つ前は2002、次は2013。(オンライン整数列大辞典の数列 A197039)
- 2010 = 2 × 3 × 5 × 67
  - 4つの異なる素因数の積で p × q × r × s の形で表せる48番目の数である。1つ前は2002、次は2030。(オンライン整数列大辞典の数列 A046386)
  - 4つの独立した素因数の積がハーシャッド数になる20番目の数である。1つ前は1974、次は2030。
- 異なる3つの平方数の和8通りで表せる82番目の数である。1つ前は1977、次は2026。(オンライン整数列大辞典の数列 A025346)
- n = 2010 のとき n と n − 1 を並べた数を作ると素数になる。n と n − 1 を並べた数が素数になる166番目の数である。1つ前は1992、次は2014。(オンライン整数列大辞典の数列 A054211)
- n = 10 のときの 2n と n を並べてできる数である。1つ前は189、次は2211。(オンライン整数列大辞典の数列 A235497)

## その他 2010 に関連すること
- 西暦2010年
- 京王2010系電車は京王帝都電鉄（現、京王電鉄）の通勤形電車、京王2000系電車の改良増備車。
- 2010 ストリートファイターはカプコンのコンピュータゲーム。単に2010と表記されることもある。